# Thomas Dumorey
Thomas Dumorey est né à Chalon-sur-Saône en 1717, et mort à Dijon le 29 juillet 1782.
Il était ingénieur des ponts et chaussées des États de Bourgogne et a exercé des fonctions d'architecte en Bourgogne.

## Biographie
Les États de Bourgogne avaient décidé en 1706 d'avoir des Ingénieurs pour leur province. Le premier fut le sieur Jerson qui a été remplacé en novembre 1710 par le sieur Morin, architecte. Ce dernier resta en place jusqu'en 1736, date où il fut révoqué par les États et remplacé par le Sieur Bonnichon. Quand il tomba malade, on lui donna comme adjoint Thomas Dumorey. Il devint ingénieur des Ponts et Chaussées en 1750.
En 1752, les États de Bourgogne décidèrent la création de deux postes de sous-ingénieurs. Dumorey est ingénieur en chef des Ponts et Chaussées. En mars 1753, des "commissions" sont données à Joseph Pierre Antoine, ancien élève des l'École des Ponts et Chaussées, et à Charles Joseph Le Jolivet, élève. En 1758 un troisième poste de sous-ingénieur est créé et confié à Émiland Marie Gauthey qui remplaça Thomas Dumorey comme ingénieur en chef des Ponts et Chaussées à sa mort.
En 1735, il a fait les plans de l'hôtel de ville de Chalon qu'il a réalisé en 1742.
À partir de 1753, à la suite d'un accord des États de Bourgogne répondant à la demande du Conseil de ville de Chalon faite en 1751, il étudie un plan d'aménagement du port et des quais de la Saône. En 1762, Dumorey publie un projet simplifié. Le projet est publié et approuvé en 1754. Un projet simplifié paraît en 1762. En 1770, l'intendant Amelot demande au maire de Chalon, Claude Perrault, d'étudier avec Gauthey et des commerçants de vérifier si le projet d'aménagement proposé par Dumorey "remplira bien les vues souhaitées". L'intendant signe le 5 janvier 1771 une ordonnance indiquant que l'ingénieur Thomas Dumorey procèdera à une réunion "en présence des intéressés" pour présenter les plans et le détail estimatif des ouvrages projetés. L'adjudication définitive est faite en 1774. En 1775, Thomas Dumorey s'occupe en personne du suivi des opérations avec Gauthey. Dumorey signe un devis pour le quai des Messageries en 1777. Les travaux sont terminés en 1780 sous la direction de Gauthey.
Il est l'architecte du château d'Arcelot, entre 1761 et 1764.
En 1762 il travaille à la demande de l'intendant Dufour de Villeneuve sur un mémoire pour l'alimentation en eau des fontaines publiques de Dijon.
La fontaine de Marjonzin est construite en 1768 par Dumorey pour alimenter le lavoir de Majonzin, près du hameau d'Étroyes où il possède des terres. Ce projet a été réalisé après avoir raté un projet d'une machine destinée à pomper l'eau de la Saône pour alimenter la ville de Chalon. En 1988, abandonnée au milieu des champs, des personnes proposent de la démonter et de la remonter à l'entrée de la commune. 
La ontaine aux Dauphins de Givry, classée, est réalisée en 1776, grâce au talent des architectes Gauthey et Dumorey.
Il réalise avec Gauthey les plans pour l'agrandissement avec les bâtiments des élus autour de la cour de Flore du palais des États de Dijon, entre 1772 et 1778. Dumorey est architecte des États de Bourgogne.
Il a fait les études du pont Joly à Semur-en-Auxois dont la première pierre est posée le 12 septembre 1779. La construction a duré jusqu'en 1786.
Il dresse les plans du pont de la Barque à Louhans en 1780.
Il dresse les plans et devis pour la construction d'un hangar et d'une écurie pour les Haras des États de Bourgogne à Diénay en août 1780, alors qu'il achevait, en collaboration avec Émiland Gauthey, la construction des ailes du palais des États à Dijon.
Avec Gauthey, il fait les plans du pont de Pierre franchissant le ruisseau des Baulches sur la route de Moneteau à Auxerre et construit entre 1781 et 1786.

## Publication
- Thomas Dumorey, Mémoire sur le Canal de Bourgogne, qui a remporté le prix de l'Académie de Dijon en 1763